# Katarzyna Rusin
Katarzyna Rusin (ur. 21 stycznia 1994 w Krakowie) – polska snowboardzistka, specjalizująca się w slopestyle’u i half-pipe’ie. Jak dotąd nie startowała na igrzyskach olimpijskich i mistrzostwach świata. Najlepsze wyniki w pucharze świata uzyskała w sezonie 2010/2011, kiedy to zajęła 10. miejsce w klasyfikacji generalnej (AFU), natomiast w klasyfikacji Big Air wywalczyła małą kryształową kulę.

## Sukcesy

### Puchar Świata

#### Miejsca w klasyfikacji generalnej
- 2010/2011 – 10.

#### Zwycięstwa w zawodach
1. Bardonecchia – 12 marca 2011 (Slopestyle)